# Milișăuți
Milișăuți (deutsch Milleschoutz) ist eine Kleinstadt im Kreis Suceava in der historischen Region Bukowina in Rumänien. 

## Lage
Milișăuți liegt in der Bukowina am Fluss Suceava am Ostrand der Ostkarpaten. Die Kreishauptstadt Suceava befindet sich etwa 25 km südöstlich.

## Geschichte
Milișăuți (genauer der heute eingemeindete Ort Bădeuți) wurde 1413 – zur Zeit des moldauischen Fürsten Alexandru cel Bun – erstmals urkundlich erwähnt. 1487 wurde die alte Kirche in Bădeuți durch eine neue aus Stein ersetzt, die der Fürst Ștefan cel Mare aus Dankbarkeit für einen Sieg in einer Schlacht gegen den walachischen Fürsten Basarab Țepeluș cel Tânăr stiftete. Der Ort lag am Weg zwischen der Residenzstadt Suceava und dem wichtigen Kloster Putna. Mehrfach hielten sich hier moldauische Fürsten auf. 1538 wählten in Bădeuți die moldauischen Adligen Ștefan Lăcustă zum Fürsten. Milișăuți bestand ursprünglich aus einem oberen und einem unteren Ortsteil, die jeweils verschiedenen Adligen bzw. Klöstern gehörten.
1774 wurde die Bukowina und damit auch Milișăuți ein Teil der Habsburgermonarchie. Im Zuge der planmäßigen Ansiedlung zogen in den Jahren 1788/89 evangelische Deutsche aus Schwaben nach Milleschoutz und nach Bădeuți (Badeutz). Von 1791 bis 1861 befand sich in Milleschoutz ein Kirchspiel der Evangelischen Superintendentur A. B. Galizien.
1910 wurden der obere und der untere Ortsteil  administrativ vereinigt.
Nach dem Ersten Weltkrieg gelangte die Bukowina und damit auch Milișăuți zu Rumänien. 1940 verließen im Ergebnis eines Abkommens zwischen dem Deutschen Reich und Rumänien die meisten Bukowinadeutschen  Milișăuți.
Im kommunistischen Rumänien bildeten Milișăuți und Bădeuți zusammen mit dem benachbarten Ort Iaslovăț  eine Gemeinde, die 1976 nach dem kurz zuvor verstorbenen Funktionär Emil Bodnăraș benannt wurde. Nach der Rumänischen Revolution 1989 erfolgte 1996 die Rückbenennung in Milișăuți. 2001 wurde Iaslovăț aus dem Gemeindeverband ausgegliedert, 2004  Milișăuți offiziell zur Stadt erklärt.
Die wichtigsten Erwerbszweige sind die Landwirtschaft und der Handel.

## Bevölkerung
1930 lebten auf dem Gebiet der heutigen Stadt etwa 4800 Bewohner. Davon waren ca. 4000 Rumänen, 550 Deutsche, 250 Ukrainer und Huzulen sowie je 50 Juden und Russen. 2007 wohnten 5397 Bewohner in der Stadt; laut Volkszählung 2002 waren fast alle Rumänen.

## Verkehr
Milișăuți liegt an der Bahnstrecke Tscherniwzi–Suceava. Täglich verkehren hier je etwa sechs Nahverkehrszüge nach Suceava und nach Putna. 
Es besteht regelmäßiger Busverkehr nach Rădăuți und Suceava.

## Sehenswürdigkeiten

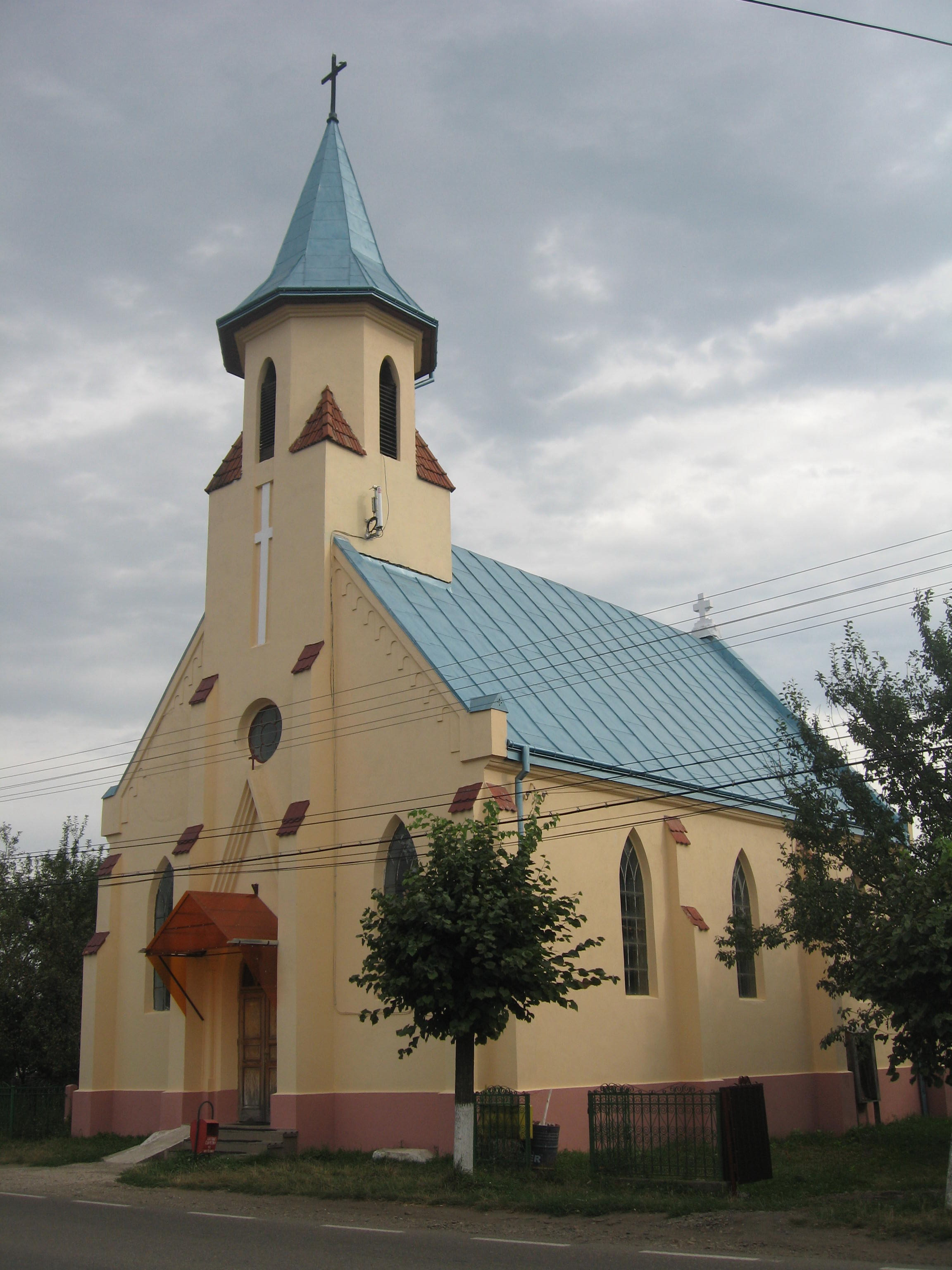
Ehemalige evangelische Kirche in Milișăuți

- Ruine der Kirche von 1487 im Ortsteil Bădeuți
- Ruine eines Adelssitzes (14./15. Jahrhundert)
- Schmiede (Anfang des 19. Jahrhunderts)

## Geboren in Milișăuți
- Ury Benador (eigentlich Simon Moise Grinberg[7] oder Simon Schmidt[8] 1895–1971), jüdisch-rumänischer Schriftsteller
- Emil Bodnăraș (1904–1976), Funktionär der Kommunistischen Partei Rumäniens